# Winville
Winville (en wallon : Winvèye) est un hameau de la commune belge de Léglise, dans la province de Luxembourg. Traversé par la Sûre, le hameau se trouve dans la partie septentrionale du Parc naturel de la Haute-Sûre. Avant la fusion des communes de 1977, il appartenait à l'ancienne commune de Witry, comme les villages de Traimont et Volaiville.

## Situation
Winville est un hameau d'Ardenne situé sur la rive gauche et le versant nord-ouest de la Sûre serpentant à travers les prairies. Bien protégé des vents dominants d'ouest par une colline culminant à 469 m, la localité est traversée par la route nationale 848 qui est la rue principale du hameau. Quatre petites voies en cul-de-sac s'y raccordent : la rue du Facteur vers la Sûre et trois autres rues vers le plateau.
Le hameau avoisine les villages de Volaiville implanté au sud-ouest et Menufontaine (commune de Fauvillers) à l'est.

## Patrimoine
Une petite chapelle ouverte de style contemporain dédiée à Notre-Dame de Beauraing se trouve à un carrefour. Une fête en l'honneur de la sainte Vierge y est célébrée chaque 22 août réunissant ainsi les habitants du village.